# NGC 6929
NGC 6929 ist eine linsenförmige Galaxie vom Hubble-Typ S0/a im Sternbild Adler am Nordsternhimmel. Sie ist schätzungsweise 282 Millionen Lichtjahre von der Milchstraße entfernt und hat einen Durchmesser von etwa 65.000 Lichtjahren. Gemeinsam mit NGC 6926 bildet sie das Galaxienpaar Holm 781.
Im selben Himmelsareal befindet sich weiterhin u. a. die Galaxie NGC 6922.
Das Objekt wurde am 21. Juli 1827 von John Herschel entdeckt.